# Episodi di YOLO
Elenco degli episodi della serie televisiva animata YOLO.
La prima stagione, intitolata YOLO: Crystal Fantasy, composta da 8 episodi, è stata trasmessa negli Stati Uniti, da Adult Swim, dal 10 agosto al 31 agosto 2020. La seconda stagione, intitolata YOLO: Silver Destiny, composta da 8 episodi, è stata trasmessa dal 23 gennaio al 6 marzo 2023. La terza stagione, intitolata YOLO: Rainbow Trinity, composta da 8 episodi, viene trasmessa dal 9 marzo al 27 aprile 2025.
| nº               | Titolo originale | Prima TV USA     |
| Prima stagione   | Prima stagione | Prima stagione   |
| ---------------- | --- | ---------------- |
| 1                | Maddison's Birthday Party | 10 agosto 2020   |
| 2                | The Dusty Truck 'n' Donut Muster | 10 agosto 2020   |
| 3                | A Very Extremely Very Yolo Christmas: Reloaded                                                                                                   | 17 agosto 2020   |
| 4                | The Terry Cup | 17 agosto 2020   |
| 5                | Bush Doof | 24 agosto 2020   |
| 6                | Planet Horoscope | 24 agosto 2020   |
| 7                | Enter Bushworld Part One | 31 agosto 2020   |
| 8                | Enter Bushworld Part Two | 31 agosto 2020   |
| Seconda stagione | |                  |
| 1                | Sausage Sizzle | 23 gennaio 2023  |
| 2                | Planet Bali | 23 gennaio 2023  |
| 3                | High School Reunion | 30 gennaio 2023  |
| 4                | Chaise in the City | 6 febbraio 2023  |
| 5                | Jamberoo | 13 febbraio 2023 |
| 6                | The Parents Episode | 20 febbraio 2023 |
| 7                | Journey to the Chasm of the Bees | 27 febbraio 2023 |
| 8                | This is LITERALLY the Finale | 6 marzo 2023     |
| Terza stagione   | |                  |
| 1                | <3 ¸,Ø¤O°`°O¤Ø, ¸ ¸,Ø¤O°<3 Love Heart <3 Fun Times at the Festy Gong-Fest                                                                        | 9 marzo 2025     |
| 2                | Winery Crawl Slip and Slide Ride (MMM YUMMY WINE LOL *KISSYS*)                                                                                   | 16 marzo 2025    |
| 3                | hiiiii, watchu doinnn :) nm u?, thats gud, hahah, whatcya up tooooooo, nothing muuuuch, haha saame :) or FIGHT! Battle of Bubble Gum Park Rawrrr | 23 marzo 2025    |
| 4                | All Night Gaming 2 | 30 marzo 2025    |
| 5                | SOMEONE COME BRING ME FOOD AND ENTERTAIN ME! (SNOW EP) (SPONSOR MONSTER EP)                                                                      | 6 aprile 2025    |
| 6                | Our Lovely Jubbly, Wovley, Bubbly, Zubbly, Lovely, Bubbly Wubbly Tasmania :P                                                                     | 13 aprile 2025   |
| 7                | The Wollongong Santa Pub Crawl!!!!!!!!!!!!!!!!!!!!!!!!!!!!!!!!!!!!!!!! RAWR!!!                                                                   | 20 aprile 2025   |
| 8                | The Cozy Backyard Afternoon Musical | 27 aprile 2025   |

## Maddison's Birthday Party
- Titolo originale: Maddison's Birthday Party
- Diretto da: Michael Cusack
- Scritto da: Michael Cusack

### Trama
Rachel riceve un invito alla festa di compleanno di Maddison e porta con sé Sarah come sua accompagnatrice. Rachel si arrampica su una torre per farsi un selfie con Maddison, mentre Sarah viene bandita nelle Miniere delle Accompagnatrici.

## The Dusty Truck 'n' Donut Muster
- Titolo originale: The Dusty Truck 'n' Donut Muster
- Diretto da: Michael Cusack
- Scritto da: Michael Cusack

### Trama
Rachel e Sarah si dirigono al "Dusty Truck 'n' Donut Muster" a Goondiwindi, tuttavia Rachel non sa che sta cadendo in una trappola. Nel frattempo, Sarah ha dimenticato di comprare un biglietto e segue uno sciamano in giro per la zona per entrare.

## A Very Extremely Very Yolo Christmas: Reloaded
- Titolo originale: A Very Extremely Very Yolo Christmas: Reloaded
- Diretto da: Michael Cusack
- Scritto da: Michael Cusack

### Trama
Sarah e Rachel partecipano a una crociera natalizia organizzata dalla nonna di Sarah. Poco dopo l'arrivo, la nonna di Sarah si autodistrugge improvvisamente e la nave da crociera viene morsa a metà da un enorme coccodrillo. Dopo essere arrivate a riva della spiaggia, Sarah e Rachel cercano di trovare il coccodrillo che le ha fatte affondare.
- Guest star: Flying Lotus (se stesso).

## The Terry Cup
- Titolo originale: The Terry Cup
- Diretto da: Michael Cusack
- Scritto da: Michelle Brasier e Michael Cusack

### Trama
Sarah e Rachel vanno al Terry Cup, una gara di ballo in cui i ballerini cercano di accontentare una gigantesca testa fluttuante di nome Terry. Rachel scommette rapidamente 8 milioni di "crediti Terry", mentre Sarah diventa gelosa della nuova avventura del suo ex fidanzato: un bidone della spazzatura.

## Bush Doof
- Titolo originale: Bush Doof
- Diretto da: Michael Cusack
- Scritto da: Michael Cusack e Nina Oyama

### Trama
Rachel guida l'auto di Sarah giù da un dirupo dopo aver sentito del vicino Bush Doof. Presto, la festa si trasforma in una guerra tra due maghi di Bush Doof.

## Planet Horoscope
- Titolo originale: Planet Horoscope
- Diretto da: Michael Cusack
- Scritto da: Michael Cusack, Greta Lee Jackson e Lena Moon

### Trama
Sarah decide di fare una vacanza da sola sul pianeta Bali, tuttavia cade in un wormhole e si schianta sul pianeta Oroscopo, dove incontra il suo segno zodiacale Capricorno. Nel frattempo, Rachel cerca di seguirla su un razzo costruito e capitanato da Lucas.

## Enter Bushworld Part One
- Titolo originale: Enter Bushworld Part One
- Diretto da: Michael Cusack
- Scritto da: Michael Cusack e Anca Vlasan

### Trama
Una Rachel ubriaca cerca di urinare su un albero di cristallo e cade in un'altra dimensione dove si sta svolgendo un Ute Party. Nel frattempo, gli anni passano sulla Terra mentre Sarah dà per morta Rachel, si sposa e ha una figlia.

## Enter Bushworld Part Two
- Titolo originale: Enter Bushworld Part Two
- Diretto da: Michael Cusack
- Scritto da: Michael Cusack e Anca Vlasan

### Trama
Sarah rimane vedova, tuttavia trova la sua nuova passione nella ceramica. Rachel continua a vagare nell'altra dimensione alla ricerca di una festa e in seguito ha un'illuminazione dopo aver parlato con Sarah mentre affonda nelle sabbie mobili.

## Sausage Sizzle
- Titolo originale: Sausage Sizzle
- Diretto da: Michael Cusack
- Scritto da: Michael Cusack e Anca Vlasan

### Trama
Dopo una notte selvaggia di feste, Sarah e Rachel si imbattono in una comunione spirituale e incontrano il Dio del fuoco viola, che racconta il loro destino.

## Planet Bali
- Titolo originale: Planet Bali
- Diretto da: Michael Cusack
- Scritto da: Michael Cusack, Anca Vlasan e Greta Lee Jackson

### Trama
Sarah, Rachel e Lucas si dirigono sul Pianeta Bali per il matrimonio della sorella di Sarah e sono sorpresi di scoprire l'identità dello sposo. Mentre aspetta sulla spiaggia per custodire la spada di Rachel, Lucas incontra una sirena che lo mette in una nuova ricerca.

## High School Reunion
- Titolo originale: High School Reunion
- Diretto da: Michael Cusack
- Scritto da: Michael Cusack, Anca Vlasan e Greta Lee Jackson

### Trama
Sarah organizza una riunione del liceo di Wollongong per mostrare il suo nuovo giardino fiorito, tuttavia il successo dei suoi vecchi compagni di scuola non fa che aggravare la sua crisi di autostima; Lucas deve affrontare un misterioso ragazzo pipistrello muscoloso per competere per l'attenzione di Sarah.

## Chaise in the City
- Titolo originale: Chaise in the City
- Diretto da: Michael Cusack
- Scritto da: Michael Cusack, Anca Vlasan, Michelle Blasier e Jillian Bass

### Trama
Le ragazze guardano un film artistico con protagonista un giovane attore sexy; ciò porta a un selvaggio sogno romantico per Sarah. Nel frattempo, Rachel è determinata a sabotare il sogno di Sarah.
- Guest star: Timothée Chalamet (Chimothée Talamet).

## Jamberoo
- Titolo originale: Jamberoo
- Diretto da: Michael Cusack
- Scritto da: Michael Cusack, Anca Vlasan e Nina Oyama

### Trama
Rachel e Sarah viaggiano indietro nel tempo di 300 milioni di anni usando la macchina del tempo di Lucas, dove Sarah cerca di salvare la fauna australiana da una cometa usando le abilità apprese da una guida di auto-aiuto. Nel frattempo, Rachel ha un legame speciale con un Mega-Bilb.